# Gouvernement Rop
République de Slovénie
Drnovšek IV Janša I
Le gouvernement Rop (en slovène : 7. vlada Republike Slovenije) est le gouvernement de la république de Slovénie entre le 19 décembre 2002 et le 3 décembre 2004, durant la 3e législature de l'Assemblée nationale.
Il est dirigé par le libéral-démocrate Anton Rop et repose initialement sur une coalition de trois partis du centre gauche au centre droit. Il succède au quatrième gouvernement de Janez Drnovšek, élu président de la République. Après la défaite de la majorité sortante aux élections législatives, il cède le pouvoir au premier gouvernement de Janez Janša.

## Historique du mandat
Dirigé par le nouveau président du gouvernement libéral-démocrate Anton Rop, précédemment ministre des Finances, ce gouvernement est constitué et soutenu par une coalition entre la Démocratie libérale slovène (LDS), la Liste unie des sociaux-démocrates (ZLSD) et le Parti populaire slovène (SLS). Ensemble, ils disposent de 54 députés sur 90, soit 60 % des sièges de l'Assemblée nationale.
Il est formé à la suite de l'élection de Janez Drnovšek à la présidence de la République.
Il succède donc au gouvernement Drnovšek IV, constitué et soutenu par une coalition identique.

### Formation
Lors de l'élection présidentielle (sl) du 10 novembre 2002, Drnovšek se présente à la succession de Milan Kučan. Il l'emporte au second tour, le 1er décembre, avec 56 % des voix.
Il pose sa démission dès le lendemain et Milan Kučan désigne le ministre des Finances Anton Rop comme candidat à la présidence du gouvernement le 6 décembre. Cinq jours plus tard, il est confirmé par l'Assemblée nationale par 63 voix favorables,.
Rop ayant confirmé la coalition unissant les trois partis au pouvoir avec le soutien sans participation du Parti démocrate des retraités slovènes (DeSUS), il constitue un gouvernement de continuité par rapport à l'équipe précédente. Il obtient la confiance des parlementaires avec 54 votes pour et 25 contre,,.

### Succession
La coalition est partiellement rompue avec le départ le 7 avril 2004 du Parti populaire, qui s'oppose au projet de loi controversé, soutenu par la LDS, accordant la citoyenneté slovène aux réfugiés de l'ancienne Yougoslavie. À peine trois mois plus tard, Rop demande et obtient des députés qu'ils destituent le ministre des Affaires étrangères Dimitrij Rupel, accusé par le président du gouvernement de collaborer avec l'opposition.
Lors des élections législatives du 3 octobre 2004, la « Coalition Slovénie » entre le Parti démocratique slovène (SDS) et Nouvelle Slovénie (NSi) devance d'un siège la majorité parlementaires sortante. Président du SDS, Janez Janša forme en deux mois une alliance à quatre avec le SLS et le DeSUS, et constitue son premier gouvernement,.

## Composition

### Initiale (19 décembre 2002)
| Portefeuille                                                                | Titulaire | Titulaire       | Parti |
| --------------------------------------------------------------------------- | --------- | --------------- | ----- |
| Président du gouvernement                                                   |           | Anton Rop       | LDS   |
| Ministre des Finances                                                       |           | Dušan Mramor    | Aucun |
| Ministre de l'Intérieur                                                     |           | Rado Bohinc     | SD    |
| Ministre des Affaires étrangères                                            |           | Dimitrij Rupel  | LDS   |
| Ministre de la Justice                                                      |           | Ivan Bizjak     | SLS   |
| Ministre de la Défense                                                      |           | Anton Grizold   | LDS   |
| Ministre du Travail, de la Famille et des Affaires sociales                 |           | Vlado Dimovski  | SD    |
| Ministre de l'Économie                                                      |           | Tea Petrin      | LDS   |
| Ministre de l'Agriculture, des Forêts et de l'Alimentation                  |           | Franc But       | SLS   |
| Ministre de la Culture                                                      |           | Andreja Rihter  | SD    |
| Ministre de l'Environnement, de l'Aménagement du territoire et de l'Énergie |           | Janez Kopač     | LDS   |
| Ministre des Transports                                                     |           | Jakob Presečnik | SLS   |
| Ministre de l'Éducation, de la Science et des Sports                        |           | Slavko Gaber    | LDS   |
| Ministre de la Santé                                                        |           | Dušan Keber     | LDS   |
| Ministre de la Société de l'information                                     |           | Pavel Gantar    | LDS   |
| Ministre sans portefeuille Chargé des Affaires européennes                  |           | Janez Potočnik  | Aucun |
| Ministre sans portefeuille Chargé du Développement régional                 |           | Zdenka Kovač    | Aucun |

### Remaniement du 20 avril 2004
- Les nouveaux ministres sont indiqués en gras, ceux ayant changé de fonctions en italique.

| Portefeuille                                                                | Titulaire | Titulaire                                      | Parti |
| --------------------------------------------------------------------------- | --------- | ---------------------------------------------- | ----- |
| Président du gouvernement                                                   |           | Anton Rop                                      | LDS   |
| Ministre des Finances                                                       |           | Dušan Mramor                                   | Aucun |
| Ministre de l'Intérieur                                                     |           | Rado Bohinc                                    | SD    |
| Ministre des Affaires étrangères                                            |           | Dimitrij Rupel (jusqu'au 06/07/2004) Ivo Vajgl | LDS   |
| Ministre de la Justice                                                      |           | Zdenka Cerar                                   | LDS   |
| Ministre de la Défense                                                      |           | Anton Grizold                                  | LDS   |
| Ministre du Travail, de la Famille et des Affaires sociales                 |           | Vlado Dimovski                                 | SD    |
| Ministre de l'Économie                                                      |           | Matej Lahovnik                                 | LDS   |
| Ministre de l'Agriculture, des Forêts et de l'Alimentation                  |           | Milan Pogačnik                                 | LDS   |
| Ministre de la Culture                                                      |           | Andreja Rihter                                 | SD    |
| Ministre de l'Environnement, de l'Aménagement du territoire et de l'Énergie |           | Janez Kopač                                    | LDS   |
| Ministre des Transports                                                     |           | Marko Pavliha                                  | LDS   |
| Ministre de l'Éducation, de la Science et des Sports                        |           | Slavko Gaber                                   | LDS   |
| Ministre de la Santé                                                        |           | Dušan Keber                                    | LDS   |
| Ministre de la Société de l'information                                     |           | Pavel Gantar                                   | LDS   |
| Ministre sans portefeuille Chargé des Affaires européennes                  |           | Milan M. Cvikl                                 | LDS   |
| Ministre sans portefeuille Chargé du Développement régional                 |           | Zdenka Kovač                                   | Aucun |